# Campeonato Mundial Júnior de Patinação Artística no Gelo de 2000
O Campeonato Mundial Júnior de Patinação Artística no Gelo de 2000 foi a vigésima quinta edição do Campeonato Mundial Júnior de Patinação Artística no Gelo, um evento anual de patinação artística no gelo organizado pela União Internacional de Patinação (em inglês:  International Skating Union) onde os patinadores artísticos competem pelo título de campeão mundial júnior. A competição foi disputada entre os dias 5 de março e 12 de março, na cidade de Oberstdorf, Alemanha.

## Eventos
- Individual masculino
- Individual feminino
- Duplas
- Dança no gelo

## Medalhistas
| Evento                        | Ouro                                           | Prata                                             | Bronze                                           |
| Individual masculino detalhes | Stefan Lindemann · Alemanha                    | Vincent Restencourt · França                      | Matthew Savoie · Estados Unidos                  |
| Individual feminino detalhes  | Jennifer Kirk · Estados Unidos                 | Deanna Stellato · Estados Unidos                  | Sarah Meier · Suíça                              |
| Duplas detalhes               | Aliona Savchenko · Stanislav Morozov · Ucrânia | Yulia Obertas · Dmitri Palamarchuk · Ucrânia      | Julia Shapiro · Alexei Sokolov · Rússia          |
| Dança no gelo detalhes        | Natalia Romaniuta · Daniil Barantsev · Rússia  | Emilie Nussear · Brandon Forsyth · Estados Unidos | Tanith Belbin · Benjamin Agosto · Estados Unidos |

## Resultados

### Individual masculino
| Pos.                                                  | Nome                 | Nacionalidade    | Pontos | QA | QB | PC | PL |
| ----------------------------------------------------- | -------------------- | ---------------- | ------ | -- | -- | -- | -- |
| Medalha de ouro                                       | Stefan Lindemann     | Alemanha         | 3.6    |    | 1  | 2  | 2  |
| Medalha de prata                                      | Vincent Restencourt  | França           | 4.0    |    | 3  | 3  | 1  |
| Medalha de bronze                                     | Matthew Savoie       | Estados Unidos   | 4.4    | 2  |    | 1  | 3  |
| 4                                                     | Ilia Klimkin         | Rússia           | 6.8    | 1  |    | 4  | 4  |
| 5                                                     | Ryan Bradley         | Estados Unidos   | 9.2    | 3  |    | 5  | 5  |
| 6                                                     | Gao Song             | China            | 11.2   | 4  |    | 6  | 6  |
| 7                                                     | Fedor Andreev        | Canadá           | 14.6   |    | 4  | 10 | 7  |
| 8                                                     | Soshi Tanaka         | Japão            | 16.0   |    | 2  | 12 | 8  |
| 9                                                     | Andrej Kiforenko     | Ucrânia          | 18.0   |    | 6  | 11 | 9  |
| 10                                                    | Stéphane Lambiel     | Suíça            | 19.4   |    | 9  | 8  | 11 |
| 11                                                    | Lukáš Rakowski       | República Tcheca | 21.4   | 8  |    | 7  | 14 |
| 12                                                    | Ma Xiaodong          | China            | 21.6   | 5  |    | 16 | 10 |
| 13                                                    | Kensuke Nakaniwa     | Japão            | 24.2   | 7  |    | 9  | 16 |
| 14                                                    | Cyril Brun           | França           | 24.6   |    | 8  | 14 | 13 |
| 15                                                    | Brian Joubert        | França           | 25.2   | 6  |    | 13 | 15 |
| 16                                                    | Denis Balandin       | Rússia           | 26.0   | 11 |    | 16 | 12 |
| 17                                                    | Alan Street          | Reino Unido      | 29.8   |    | 5  | 18 | 17 |
| 18                                                    | Nicholas Young       | Canadá           | 30.8   |    | 7  | 15 | 19 |
| 19                                                    | Karel Zelenka        | Itália           | 33.0   | 9  |    | 19 | 18 |
| 20                                                    | Andrei Lezin         | Rússia           | 36.6   |    | 10 | 21 | 20 |
| 21                                                    | Juraj Sviatko        | Eslováquia       | 38.8   | 12 |    | 20 | 22 |
| 22                                                    | Kristoffer Berntsson | Suécia           | 39.4   | 13 |    | 22 | 21 |
| 23                                                    | Gregor Urbas         | Eslovênia        | 42.2   |    | 12 | 24 | 23 |
| 24                                                    | Eiji Iwamoto         | Japão            | 42.2   |    | 11 | 23 | 24 |
| Não avançaram para a patinação livre / programa longo |                      |                  |        |    |    |    |    |
| 25                                                    | Stanimir Todorov     | Bulgária         | —      | 10 |    | 26 |    |
| 26                                                    | Kevin van der Perren | Bélgica          | —      |    | 13 | 25 |    |
| 27                                                    | Igor Rolinski        | Bielorrússia     | —      | 15 |    | 27 |    |
| 28                                                    | Peter Nicholas       | Austrália        | —      |    | 15 | 28 |    |
| 29                                                    | Bartosz Domański     | Polônia          | —      | 14 |    | 29 |    |
| 30                                                    | Balint Miklos        | Romênia          | —      |    | 14 | 30 |    |
| Não avançaram para o programa curto                   |                      |                  |        |    |    |    |    |
| 31                                                    | Maurice Lim          | Países Baixos    | —      |    | 16 |    |    |
| 31                                                    | Vadim Akolzin        | Israel           | —      | 16 |    |    |    |
| 33                                                    | Christian Horvath    | Áustria          | —      | 17 |    |    |    |
| 33                                                    | Bertalan Zakany      | Hungria          | —      |    | 17 |    |    |
| 35                                                    | Aleksei Saks         | Estônia          | —      | 18 |    |    |    |
| 35                                                    | Tomas Katukevicius   | Lituânia         | —      |    | 18 |    |    |
| 37                                                    | Maurizio Medellin    | México           | —      | 19 |    |    |    |
| 37                                                    | Miguel Ballesteros   | Espanha          | —      |    | 19 |    |    |
| 39                                                    | Tayfun Anar          | Turquia          | —      | 20 |    |    |    |
| 39                                                    | Karlo Požgajčić      | Croácia          | —      |    | 20 |    |    |
| 41                                                    | Panagiotis Zoidis    | Grécia           | —      | 21 |    |    |    |
| WD                                                    | Andrei Dobrokhodov   | Azerbaijão       | —      |    | WD |    |    |

### Individual feminino
| Pos.                                                  | Nome                     | Nacionalidade    | Pontos | QA | QB | PC | PL |
| ----------------------------------------------------- | ------------------------ | ---------------- | ------ | -- | -- | -- | -- |
| Medalha de ouro                                       | Jennifer Kirk            | Estados Unidos   | 2.6    | 1  |    | 2  | 1  |
| Medalha de prata                                      | Deanna Stellato          | Estados Unidos   | 3.0    |    | 1  | 1  | 2  |
| Medalha de bronze                                     | Sarah Meier              | Suíça            | 7.0    | 3  |    | 3  | 4  |
| 4                                                     | Tamara Dorofejev         | Hungria          | 7.4    | 2  |    | 6  | 3  |
| 5                                                     | Elina Kettunen           | Finlândia        | 11.0   |    | 5  | 5  | 6  |
| 6                                                     | Sasha Cohen              | Estados Unidos   | 11.2   |    | 2  | 9  | 5  |
| 7                                                     | Yukari Nakano            | Japão            | 12.6   |    | 3  | 4  | 9  |
| 8                                                     | Daria Timoshenko         | Rússia           | 16.4   | 7  |    | 11 | 7  |
| 9                                                     | Susanne Stadlmüller      | Alemanha         | 19.4   | 13 |    | 7  | 10 |
| 10                                                    | Irina Tkatchuk           | Rússia           | 20.4   | 9  |    | 8  | 12 |
| 11                                                    | Marianne Dubuc           | Canadá           | 20.6   | 4  |    | 10 | 13 |
| 12                                                    | Mikkeline Kierkgaard     | Dinamarca        | 21.2   | 6  |    | 18 | 8  |
| 13                                                    | Fang Dan                 | China            | 22.2   |    | 7  | 14 | 11 |
| 14                                                    | Sabina Wojtala           | Polônia          | 23.6   |    | 6  | 12 | 14 |
| 15                                                    | Carina Chen              | Taipé Chinesa    | 24.8   | 5  |    | 13 | 15 |
| 16                                                    | Natalia Rizhova          | Rússia           | 27.2   |    | 4  | 16 | 16 |
| 17                                                    | Andrea Diewald           | Alemanha         | 30.4   |    | 8  | 17 | 17 |
| 18                                                    | Svetlana Pilipenko       | Ucrânia          | 32.6   | 8  |    | 19 | 18 |
| 19                                                    | Hristina Vassileva       | Bulgária         | 32.6   |    | 9  | 15 | 20 |
| 20                                                    | Julia Lautowa            | Áustria          | 36.8   |    | 10 | 23 | 19 |
| 21                                                    | Dirke O'Brien Baker      | Nova Zelândia    | 39.0   |    | 11 | 21 | 22 |
| 22                                                    | Sara Falotico            | Bélgica          | 39.8   | 12 |    | 20 | 23 |
| 23                                                    | Åsa Persson              | Suécia           | 40.2   |    | 12 | 24 | 21 |
| 24                                                    | Chisato Shiina           | Japão            | 42.8   |    | 14 | 22 | 24 |
| Não avançaram para a patinação livre / programa longo |                          |                  |        |    |    |    |    |
| 25                                                    | Stephanie Zhang          | Austrália        | —      | 11 |    | 26 |    |
| 26                                                    | Park Bit-Na              | Coreia do Sul    | —      |    | 13 | 25 |    |
| 27                                                    | Anna Jurkiewicz          | Polônia          | —      | 10 |    | 28 |    |
| 28                                                    | Julie Cortial            | França           | —      | 14 |    | 27 |    |
| 29                                                    | Karen Venhuizen          | Países Baixos    | —      | 15 |    | 29 |    |
| 30                                                    | Katalin Szakall          | Hungria          | —      |    | 15 | 30 |    |
| Não avançaram para o programa curto                   |                          |                  |        |    |    |    |    |
| 31                                                    | Ivana Hudziecová         | República Tcheca | —      | 16 |    |    |    |
| 31                                                    | Christine Lee            | Hong Kong        | —      |    | 16 |    |    |
| 33                                                    | Lucie-Anne Blazek        | Suíça            | —      | 17 |    |    |    |
| 33                                                    | Jennifer Holmes          | Reino Unido      | —      |    | 17 |    |    |
| 35                                                    | Gintarė Vostrecovaitė    | Lituânia         | —      | 18 |    |    |    |
| 35                                                    | Diana Janostakova        | Eslováquia       | —      |    | 18 |    |    |
| 37                                                    | Anja Beslic              | Eslovênia        | —      | 19 |    |    |    |
| 37                                                    | Maria Levitan            | Estônia          | —      |    | 19 |    |    |
| 39                                                    | Roxana Luca              | Romênia          | —      | 20 |    |    |    |
| 39                                                    | Quinn Wilmans            | África do Sul    | —      |    | 20 |    |    |
| 41                                                    | Paola Pasetto            | Itália           | —      | 21 |    |    |    |
| 41                                                    | Siliva Marcela Rodriguez | México           | —      |    | 21 |    |    |
| 41                                                    | Ines Pavlekovic          | Croácia          | —      |    | 21 |    |    |
| 44                                                    | Konstantina Livanou      | Grécia           | —      | 22 |    |    |    |
| 45                                                    | Olga Morato              | Espanha          | —      | 23 |    |    |    |
| 45                                                    | Ksenija Jastsenjski      | Iugoslávia       | —      |    | 23 |    |    |
| 47                                                    | Özen Pervan              | Turquia          | —      |    | 24 |    |    |

### Duplas
| Medalha de ouro                                       | Aliona Savchenko / Stanislav Morozov  | Ucrânia          | 2.0  | 2  | 1  |
| Medalha de prata                                      | Yulia Obertas / Dmitri Palamarchuk    | Ucrânia          | 2.5  | 1  | 2  |
| Medalha de bronze                                     | Julia Shapiro / Alexei Sokolov        | Rússia           | 5.5  | 3  | 4  |
| 4                                                     | Zhang Dan / Zhang Hao                 | China            | 6.5  | 7  | 3  |
| 5                                                     | Amanda Magarian / Jered Guzman        | Estados Unidos   | 7.5  | 5  | 5  |
| 6                                                     | Elena Riabchuk / Stanislav Zakharov   | Rússia           | 9.0  | 6  | 6  |
| 7                                                     | Melisa Brozovich / Anton Nimenko      | Rússia           | 10.0 | 4  | 8  |
| 8                                                     | Chantal Poirier / Craig Buntin        | Canadá           | 11.5 | 9  | 7  |
| 9                                                     | Viktorya Shklover / Valdis Mintals    | Estônia          | 15.0 | 8  | 11 |
| 10                                                    | Claudia Rauschenbach / Robin Szolkowy | Alemanha         | 16.0 | 12 | 10 |
| 11                                                    | Ding Yang / Ren Zhongfei              | China            | 17.0 | 16 | 9  |
| 12                                                    | Diana Riskova / Vladimir Futas        | Eslováquia       | 17.0 | 10 | 12 |
| 13                                                    | Larissa Spielberg / Craig Joeright    | Estados Unidos   | 18.5 | 11 | 13 |
| 14                                                    | Sabrina Lefrançois / Jérôme Blanchard | França           | 21.0 | 14 | 14 |
| 15                                                    | Jessica Waldstein / Garrett Lucash    | Estados Unidos   | 21.5 | 13 | 15 |
| 16                                                    | Virginia Toombs / James Johnson       | Canadá           | 23.5 | 15 | 16 |
| 17                                                    | Maria Krasiltseva / Artem Znachkov    | Armênia          | 26.0 | 18 | 17 |
| 18                                                    | Rebecca Corne / Richard Rowlands      | Reino Unido      | 27.5 | 19 | 18 |
| 19                                                    | Irina Shabanov / Artem Knyazev        | Uzbequistão      | 27.5 | 17 | 19 |
| 20                                                    | Tatjana Zaharjeva / Jurijs Salmanov   | Letônia          | 30.0 | 20 | 20 |
| Não avançaram para a patinação livre / programa longo |                                       |                  |      |    |    |
| 21                                                    | Radka Zlatohlávková / Karel Štefl     | República Tcheca | —    | 21 |    |
| 22                                                    | Ivana Durin / Andrej Maksimov         | Iugoslávia       | —    | 22 |    |

### Dança no gelo
| Pos.                                | Nome                                    | Nacionalidade        | Pontos | DC1 | DC2 | DO | DL |
| ----------------------------------- | --------------------------------------- | -------------------- | ------ | --- | --- | -- | -- |
| Medalha de ouro                     | Natalia Romaniuta / Daniil Barantsev    | Rússia               | 2.0    | 1   | 1   | 1  | 1  |
| Medalha de prata                    | Emilie Nussear / Brandon Forsyth        | Estados Unidos       | 4.2    | 2   | 3   | 2  | 2  |
| Medalha de bronze                   | Tanith Belbin / Benjamin Agosto         | Estados Unidos       | 5.8    | 3   | 2   | 3  | 3  |
| 4                                   | Flavia Ottaviani / Massimo Scali        | Itália               | 8.6    | 5   | 6   | 4  | 4  |
| 5                                   | Kristina Kobaladze / Oleg Voiko         | Ucrânia              | 9.6    | 4   | 4   | 5  | 5  |
| 6                                   | Svetlana Kulikova / Arseni Markov       | Rússia               | 11.8   | 6   | 5   | 6  | 6  |
| 7                                   | Nelly Gourvest / Cedric Pernet          | França               | 14.0   | 7   | 7   | 7  | 7  |
| 8                                   | Valentina Anselmi / Fabrizio Pedrazzini | Itália               | 16.6   | 9   | 10  | 8  | 8  |
| 9                                   | Brenda Key / Ryan Smith                 | Canadá               | 18.0   | 10  | 8   | 9  | 9  |
| 10                                  | Elena Khaliavina / Maxim Shabalin       | Rússia               | 19.4   | 8   | 9   | 10 | 10 |
| 11                                  | Roxane Petetin / Mathieu Jost           | França               | 22.2   | 12  | 11  | 11 | 11 |
| 12                                  | Jesica Valentine / Matthew Kossack      | Estados Unidos       | 23.8   | 11  | 12  | 12 | 12 |
| 13                                  | Lucie Kadlčáková / Hynek Bílek          | República Tcheca     | 27.0   | 13  | 15  | 14 | 13 |
| 14                                  | Victoria Polzykina / Alexander Shakalov | Ucrânia              | 27.4   | 15  | 13  | 13 | 14 |
| 15                                  | Christina Beier / William Beier         | Alemanha             | 29.6   | 14  | 14  | 15 | 15 |
| 16                                  | Gloria Agogliati / Alessandro Italiano  | Itália               | 32.6   | 16  | 19  | 16 | 16 |
| 17                                  | Nóra Hoffmann / Attila Elek             | Hungria              | 34.6   | 19  | 18  | 17 | 17 |
| 18                                  | Alla Beknazarova / Yury Kocherzhenko    | Ucrânia              | 35.8   | 18  | 17  | 18 | 18 |
| 19                                  | Eve Bentley / Andrew Hallam             | Reino Unido          | 37.6   | 17  | 16  | 20 | 19 |
| 20                                  | Yang Tae-Hwa / Lee Chuen-Gun            | Coreia do Sul        | 40.4   | 23  | 22  | 19 | 20 |
| 21                                  | Yang Fang / Gao Chongbo                 | China                | 42.0   | 21  | 21  | 21 | 21 |
| 22                                  | Agata Rosłońska / Michał Tomaszewski    | Polônia              | 43.2   | 20  | 20  | 22 | 22 |
| 23                                  | Dominika Polakowska / Marcin Trębacki   | Polônia              | 46.8   | 22  | 23  | 23 | 24 |
| 24                                  | Petra Nemethi / Daniel Gal              | Hungria              | 47.0   | 24  | 24  | 24 | 23 |
| Não avançaram para a dança livre    |                                         |                      |        |     |     |    |    |
| 25                                  | Daniela Keller / Fabian Keller          | Suíça                | —      | 29  | 27  | 25 |    |
| 26                                  | Tatiana Sinaver / Tornike Tukvadze      | Geórgia              | —      | 25  | 28  | 26 |    |
| 27                                  | Jessica Huot / Juha Valkama             | Finlândia            | —      | 26  | 25  | 27 |    |
| 28                                  | Barbara Herzog / David Vincour          | Áustria              | —      | 28  | 29  | 28 |    |
| 29                                  | Kamilla Szolnoki / Dejan Illes          | Croácia              | —      | 27  | 31  | 29 |    |
| 30                                  | Marina Timofejeva / Jevgeni Striganov   | Estônia              | —      | 30  | 26  | 30 |    |
| Não avançaram para a dança original |                                         |                      |        |     |     |    |    |
| 31                                  | Marina Galic / Denis Bejnar             | Bósnia e Herzegovina | —      | 32  | 30  |    |    |
| 32                                  | Olga Akimova / Andrey Driganov          | Uzbequistão          | —      | 31  | 32  |    |    |
| 33                                  | Alexandra Martin / Daniel Price         | Austrália            | —      | 33  | 33  |    |    |
| 34                                  | Elena Jegorova / Aurimas Radisauskas    | Lituânia             | —      | 34  | 34  |    |    |

## Quadro de medalhas
| Ordem | País           | Medalha de ouro | Medalha de prata | Medalha de bronze |    | Ordem por total |
| ----- | -------------- | --------------- | ---------------- | ----------------- | -- | --------------- |
| 1     | Estados Unidos | 1               | 2                | 2                 | 5  | 1               |
| 2     | Ucrânia        | 1               | 1                |                   | 2  | 2               |
| 3     | Rússia         | 1               |                  | 1                 | 2  | 2               |
| 4     | Alemanha       | 1               |                  |                   | 1  | 4               |
| 5     | França         |                 | 1                |                   | 1  | 4               |
| 6     | Suíça          |                 |                  | 1                 | 1  | 4               |
| TOTAL | TOTAL          | 4               | 4                | 4                 | 12 | —               |